# Берне (Немачка)
Берне (њем. Berne) општина је у њемачкој савезној држави Доња Саксонија. Једно је од 9 општинских средишта округа Везермарш. Према процјени из 2010. у општини је живјело 7.004 становника. Посједује регионалну шифру (AGS) 3461001.

## Географски и демографски подаци
Берне се налази у савезној држави Доња Саксонија у округу Везермарш. Општина се налази на надморској висини од 6 метара. Површина општине износи 85,2 km². У самом мјесту је, према процјени из 2010. године, живјело 7.004 становника. Просјечна густина становништва износи 82 становника/km².